# بريسيلا ك. كولمان
بريسيلا ك. كولمان (بالإنجليزية: Priscilla K. Coleman)‏ هي عالمة نفس أمريكية، ولدت في القرن العشرين.